# Muhamed Mehmedbašić
Muhamed Mehmedbašić (ur. 1886, zm. 29 maja 1943) − jeden z uczestników zamachu w Sarajewie.
Wywodził się z bośniackiej szlachty muzułmańskiej. W 1914 roku wstąpił do organizacji terrorystycznej Młoda Bośnia i po krótkim okresie członkostwa w niej został wyznaczony na wykonawcę zamachu na austro-węgierskiego gubernatora Bośni gen. Oskara Potiorka. Wkrótce potem Danilo Ilić zwerbował go do przeprowadzenia zamachu na arcyksięcia Franciszka Ferdynanda. Mehmedbašiciowi nie udało się dokonać zamachu, ponieważ nie zdążył się zorientować, w którym z siedmiu aut oficjalnej delegacji podróżuje arcyksiążę.
Po tym, gdy Gavrilo Princip oddał strzały do książęcej pary, Mehmedbašić zdołał zbiec do Królestwa Czarnogóry. Dopiero 12 lipca został aresztowany, zbiegł jednak z więzienia w Nikšiciu, unikając ekstradycji. Po I wojnie światowej wrócił do Sarajewa i w 1919 roku został objęty amnestią.
Okoliczności śmierci nie są jasne, według jednej z wersji zginął z rąk ustaszy, według innej zmarł na tyfus.

## Dalsza literatura
- Black Hand Over Europe, Henri Pozzi, 1935.
- The Black Hand: The Secret Serbian Terrorist Society, Micheal Shackelford